# Transnistrie (région)
Pour les articles homonymes, voir Transnistrie.
Cet article concerne la Transnistrie géographique. Pour l'État autoproclamé, voir Transnistrie (État).
Entités suivantes :
- Moldavie
République moldave du Dniestr
Ukraine (oblasts de Vinnytsia et d'Odessa).

Transnistrie est le nom roumain de la région à cheval sur la Moldavie et l'Ukraine située entre les fleuves Dniestr et Boug méridional, habitée par des populations roumanophones, ukrainiennes et russes, et faisant partie de la Podolie.
Elle est appelée ainsi par le gouvernement roumain d'Ion Antonescu de 1941 à 1944, bien que les historiens roumains aient employé ce nom dès la fin du XIXe siècle.

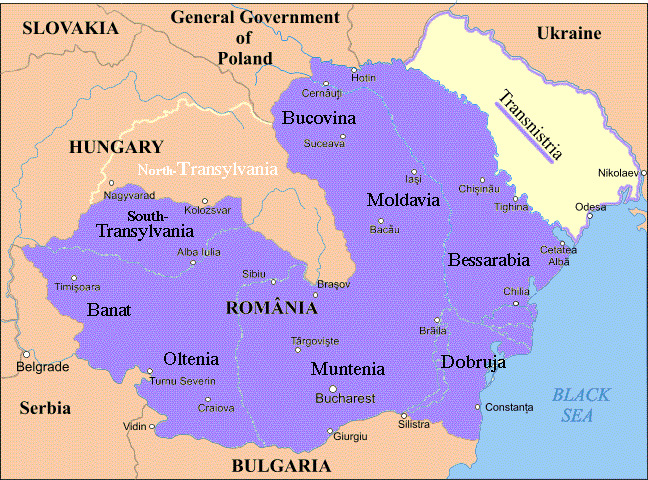
La Roumanie entre juin 1941 et mars 1944 : en « compensation » pour la perte de la Transylvanie septentrionale au profit de la Hongrie, Hitler permet à Antonescu d'occuper la Transnistrie.

Le Gouvernorat de Transnistrie et ses districts sous l'occupation roumaine.

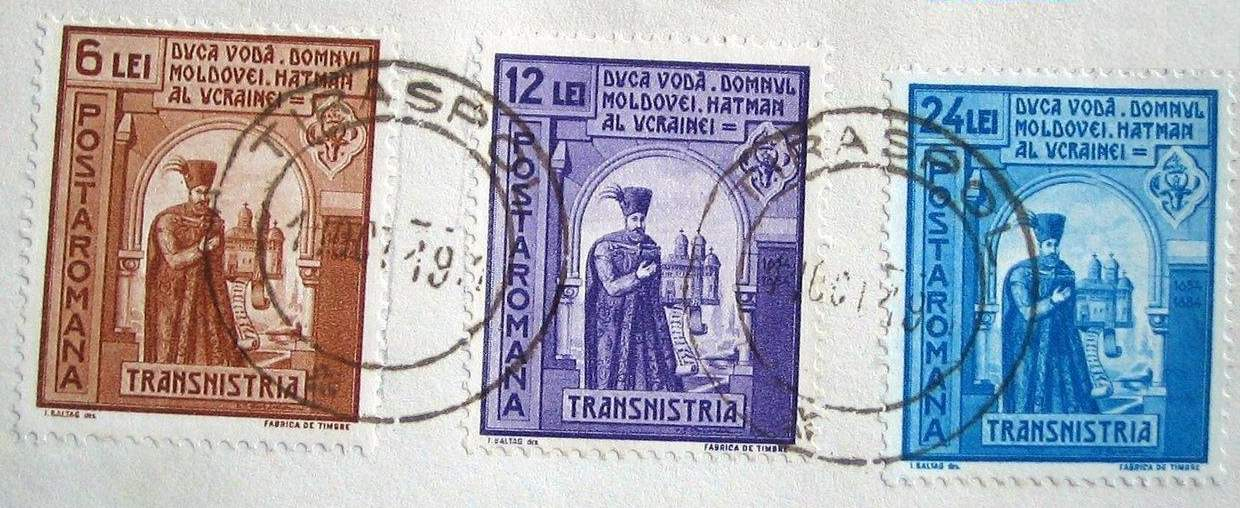
Timbres de 1941 émis par l'occupant roumain, affranchis à Tiraspol.

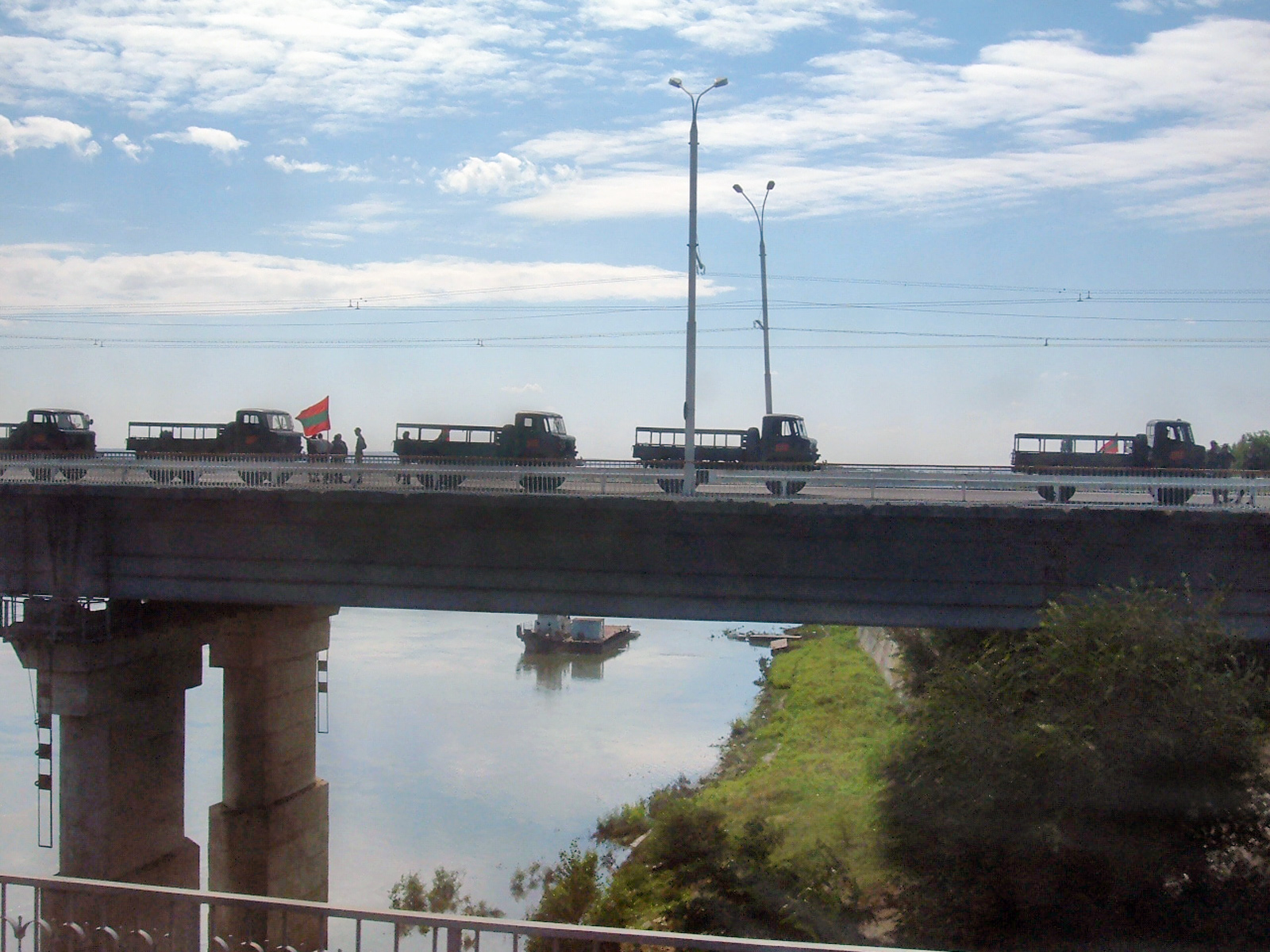
Véhicules d'infanterie sur le pont disputé entre Tiraspol et Tighina.

## Noms
Le nom de la région provient du nom roumain du fleuve Dniestr : Nistru, et signifie « pays au-delà du Dniestr ». Les appellations (surtout anglaises) de Transdniestrie ou Transniestrie sont erronées, car elles mêlent le roumain et le russe. En russe et en ukrainien, le nom du territoire de la République moldave du Dniestr est Пpиднecтpoвьe / Pridniestrovie, ce qui signifie « pays avant le Dniestr » (que l'on devrait transcrire par Pridniestrie ou traduire par Cisdnistrie).

## Histoire

### Histoire ancienne
À l'époque des Scythes, vers -600, des colons grecs de Milet fondent ici la cité portuaire de Tyras, située à l'embouchure du Dniestr (dont l'ancien nom est également Tyras). Trois siècles plus tard, Tyras fait partie du royaume du Bosphore (État scythe hellénisé) dont les rois apparaissent sur sa monnaie, puis, vers -80, elle passe sous la domination des Daces qui l'appellent Turidava. En -56, elle est conquise par les Romains qui l'agrandissent, et fait alors partie de la province de Mésie inférieure, qui inclut aussi la Scythie mineure (actuelle Dobrogée) et le nord-est de l'actuelle Bulgarie. La romanisation des Daces produit les Valaques, ancêtres des populations roumanophones d'aujourd'hui, que les Russes appellent « Moldaves ». Toutes les informations sur ce qui deviendra la Transnistrie proviennent de Tyras, dont la ville actuelle de Tiraspol perpétue le nom.

### Du Moyen Âge auXXesiècle
À partir du VIIe siècle, la Transnistrie est peuplée au nord par les tribus slaves des Oulitches et des Tivertzes, et au sud par des populations nomades finnoises ou turques comme les Avars, les Magyars, les Petchénègues, les Coumans que les Russes appellent « Polovtsy », et après 1224 par les Tatars.
Du IXe au XIIIe siècle, son territoire sert de débouché vers Byzance aux Varègues (qui naviguent sur la Vistule, le Boug occidental et le Dniestr depuis la mer Baltique), à la principauté de Kiev, à la Pologne et au grand-duché de Lituanie.
Au XVe siècle, le sud de la Transnistrie devient une possession turque en 1504, faisant partie du sandjak du Yedisan, le nord en 1663, avec toute la Podolie. Puis les Ottomans la cèdent à l'Empire russe en 1792. En ce temps-là, à la fin du XVIIIe siècle, la population sédentaire était clairsemée et composée de Moldaves et de Ruthènes (respectivement roumanophones et ukrainophones), tandis que des nomades turcophones, les Tatars Nogaï, partent vers la Dobrogée et sont remplacés par des colons bulgares, ukrainiens, russes et allemands.

### Seconde Guerre mondiale
Le 28 juin 1940, à la suite de l'occupation soviétique de la Bessarabie et de la Bucovine du Nord, la République socialiste soviétique autonome moldave (RSSAM) créée en 1924 en Podolie intègre la Bessarabie. Jusqu'au 2 août 1940, la RSSA moldave comprend ainsi l'ex-RSSAM et la Bessarabie pour une superficie totale de 53 700 km2.
Le 2 août 1940, sur décision du Soviet suprême d'URSS, est créée la République socialiste soviétique de Moldavie (RSSM). La RSSM se composede la Pridniestrie (qui correspond au tiers de la Podolie), c'est-à-dire aux rivages du Dniestr côté podolien ou encore à la partie transnistrienne de la RSSM et deux tiers de la Bessarabie, la Bessarabie perdant le județ de Hotin et le Boudjak. Les territoires ainsi perdus par la RSSAM lors de sa transformation en RSSM sont attribués à la RSS d'Ukraine, comme prix à payer de sa sortie de la RSS d'Ukraine ou encore parce que les districts restant en RSS d'Ukraine seraient à « majorité ukrainienne ».
En 1941, la Roumanie, sous le régime Antonescu, attaque l'URSS : ses armées franchissent le Dniestr et avancent avec la Wehrmacht jusqu'à Stalingrad. La Roumanie transforme alors toute la région entre le Dniestr et le Bug, y compris la ville d'Odessa, en une zone d'occupation militaire, sous le nom de « Gouvernorat de Transnistrie ». La région n'est pas annexée et le régime d'Antonescu en fait une sorte de « Sibérie roumaine » où il déporte résistants, Juifs et Roms. Jusqu'en mars 1943, environ 185 000 juifs roumains (et d'Odessa) sont déportés ici : les trois quarts d'entre eux y sont morts de froid, de faim et de dysenterie, ou encore fusillés par les Einsatzgruppen. C'est ce dont témoigne précisément Arnold Daghani dans son livre La tombe est dans la cerisaie . Les survivants sont devenus soviétiques en 1945 et ont ultérieurement émigré.
La République socialiste soviétique de Moldavie, membre de l'Union soviétique, est rétablie en 1944 grâce à l'avancée de l'Armée rouge jusqu'au Prut, atteint au mois de mars.

### La République socialiste soviétique de Moldavie (RSSM) après la Seconde Guerre mondiale
Après la Seconde Guerre mondiale, le partage de 1940 est remis en vigueur. La Bessarabie devient le sujet d'une politique de russification systématique, plus efficace qu'à l'époque tsariste. L'écriture en caractères cyrilliques est imposée pour le roumain, dès lors identifié comme « moldave », qui garde un statut de langue « localement co-officielle » à côté du russe, langue de « communication inter-ethnique ».
La plus grande partie des industries, selon la volonté de Staline, est concentrée dans la partie transnistrienne de la Moldavie, alors que le reste de la république est agricole.
La 14e armée soviétique est stationnée dans la partie transnistrienne de la Moldavie depuis 1956.  Elle y reste cantonnée lors de la chute de l'URSS pour monter la garde sur ce qui est probablement un des plus grands stocks d'armes et de munitions en Europe, installé alors en vue d'un éventuel conflit autour de la mer Noire.

### Le conflit en Transnistrie moldave
La politique de perestroika de Mikhaïl Gorbatchev dans l'URSS permet une démocratisation au niveau régional dans les années 1980. Dans les républiques non-russes de l'URSS, les majorités autochtones locales réclament le respect de leurs identités et deviennent des forces politiques. C'est le cas aussi en Moldavie avec le Front populaire dirigé par Mircea Druc. Les colons russes et les autres minorités russifiées (ukrainienne, gagaouze et bulgare) craignent pour leur statut. En Moldavie, elles s'opposent au Front populaire, en particulier parce que, au temps de l'Union soviétique, la politique locale a été dominée par des non-Roumains, et plutôt par des personnalités d'origine russe (En 1950, Brejnev fut nommé premier secrétaire du Parti en Moldavie). La loi sur le retour à l'usage de l'alphabet latin à la place de l'alphabet cyrillique, doublée de l'obligation de comprendre le roumain pour les fonctionnaires, fut ressentie comme contraignante par la population russophone qui ne comprenait pas la langue locale. Le problème des langues officielles dans la République de Moldavie devint un nœud gordien, et s'en trouva intensément politisé. Ce désaccord avec les nouvelles réformes fut encore plus sensible dans la partie transnistrienne, où les centres urbains comme Tiraspol possèdent une majorité slave. D'importantes manifestations contre le gouvernement moldave furent organisées à Tiraspol.
Le 2 septembre 1990, une République moldave du Dniestr (RMN) qui correspond approximativement à la partie transnistrienne de la Moldavie  et qui selon le recensement de 1989 est formée 39,9 % de Moldaves, 28,3 % d'Ukrainiens, 25,4 % de Russes (53,7 % ensemble), et 1,9 % de Bulgares se proclame unilatéralement république socialiste soviétique par les Deuxième Congrès des représentants du peuple de Pridniestrovie présidé par un sibérien installé dans la région en 1986 : Igor Smirnov. Le 22 décembre le président de l'URSS Mikhaïl Gorbatchev, refusant de reconnaître ce fait accompli, signe un décret « concernant les mesures qui pourraient faire revenir la situation à la normale dans la RSSM ». Cette décision précise que la proclamation de la république moldave du Dniestr est nulle et non avenue. Igor Smirnov et son gouvernement déclarent alors qu'en cas d'indépendance de la Moldavie, la Pridniestrovie revendique son maintien en URSS et son rattachement à la Russie. Devant le refus de Moscou, le 25 août 1991 le Soviet suprême de la RMN adopte la déclaration d'indépendance de la « République moldave du Dniestr ». Le 27 août 1991 le parlement moldave adopte, de son côté, la déclaration d'indépendance de la république de Moldavie, dont le territoire comprend la RMN. Par la suite, le parlement moldave demande au gouvernement de la fédération de Russie, considérée comme héritière diplomatique de l'URSS, mais surtout commandant la 14e armée russe stationnée dans la capitale moldave Chișinău, « d'ouvrir les négociations avec nous pour mettre un terme à l'occupation illégale de la république de Moldavie et de retirer ses troupes du territoire moldave ». La Russie a négocié avec la république de Moldavie, la RMN et l'Ukraine une autorisation de passage pour évacuer du matériel militaire de Chișinău vers la Russie, mais le voyage s'arrête, pour une partie des troupes, à Tighina et à Tiraspol, capitale de la République moldave du Dniestr. En 1992, le quartier général de la 14e armée est transféré de Chișinău, à Tiraspol. Des « volontaires cosaques » de Russie et d'Ukraine remplacent la partie des troupes rapatriée en Russie.
Lorsque la république de Moldavie devient membre des Nations unies (2 mars 1992), le président moldave Mircea Snegur (président de 1990 à 1996) ordonne une action militaire concertée contre les forces rebelles qui avaient attaqué les postes de police loyalistes moldaves sur la rive gauche du Dniestr (ainsi qu'un bus civil), et sur une petite zone de la rive droite autour de la ville de Tighina. Les « rebelles », aidés par des contingents de Cosaques russes, la 14e armée russe et des Ukrainiens nationalistes, consolident leur contrôle sur la zone en conflit. 
Les forces de la 14e armée (qui avaient fait allégeance à la Communauté des États indépendants et à la fédération de Russie) stationnent en Transnistrie, et combattent à côté et à la place des forces séparatistes. Les séparatistes peuvent aussi se servir des armes prises dans les stocks de l'ancienne 14e armée (arsenal de Colbasna). Le rôle de cette 14e armée russe est crucial pour repousser l'armée moldave, qui ne peut prendre le contrôle de sa partie transnistrienne. Un accord de cessez-le-feu est signé le 21 juillet 1992. On a parfois présenté ce conflit comme une « guerre ethnique » entre roumanophones et russophones, mais la lecture de la liste des morts montre autant de russophones et de roumanophones de chaque côté, ce qui, en supposant que les troupes (donc les morts) soient à l'image de leur commandement, accréditerait l'analyse d'un conflit avant tout politique, prenant en otage une partie de la population moldave, pour le contrôle des centres industriels du Dniestr, de la centrale hydroélectrique de Dubăsari et de l'arsenal de Colbasna.

## Aujourd'hui

### La partie de la Transnistrie située enUkraine
Elle  fait majoritairement partie de l'oblast d'Odessa, et, historiquement, des régions de Podolie (au nord) et du Yedisan (au sud).

### La partie de la Transnistrie située enMoldavie
Elle est contrôlée depuis 1991 par la République moldave du Dniestr, une entité autoproclamée indépendante, mais non reconnue par la communauté internationale. De jure, cette entité est reconnue par le gouvernement moldave (et par la communauté internationale) comme une « Unité territoriale autonome de la rive gauche du Dniestr », comportant 5 « rayons » (arrondissements, dont un, celui de Dubăsari, partiellement) et la municipalité de Tiraspol. De facto, la République moldave du Dniestr occupe aussi la municipalité de Tighina sur la rive droite du Dniestr et maintient son indépendance de fait grâce à des unités de volontaires « cosaques » russes ou ukrainiens, joints à la 14e armée russe, qui ont empêché la république de Moldavie d'exercer sa souveraineté sur cette partie de son territoire (guerre de Transnistrie, 1992). Depuis le cessez-le-feu de 1992, le Conseil de l'Europe considère ce territoire comme une région de « conflit larvé ».
Le roumain y est écrit en caractères cyrilliques, comme à l'époque soviétique, alors que dans le reste de la Moldavie, il s'écrit en caractères latins.

#### Population
Au recensement de 1989, la population était de 546 400 personnes. 
D'après les chiffres du référendum transnistrien de décembre 2004, les chiffres sont contestés, la population était de 555 000 personnes  dont 373 000 slavophones (à parts égales russes et ukrainiens) et 177 000 roumanophones. 
Il y a eu une émigration importante, en raison des difficultés économiques des années 1990. C'est l'une des raisons pour lesquelles il y a une proportion importante de retraités.

##### Ethnographie
Jusqu'aux années 1960, les Moldaves composaient la plus grande partie de la population de la région, mais les proportions ont changé du fait de l'industrialisation et de l'immigration de travailleurs et de cadres russes et ukrainiens, encouragés par les soviétiques (dont Igor Smirnov, premier président de la Transnistrie). La tendance continue après 1991, et la fraction de la population moldave a diminué entre 1989 et 2004 de 41 % à 32 % de la population totale. Malgré ces chiffres, les Moldaves (40 %) restent le groupe le plus important de la région qui est à majorité russophone.

###### Recensement de 1989
- Population totale sur la rive gauche du Dniestr (sans Tighina) : 546 400
- Population totale dans les raïons sur la rive gauche du Dniestr (avec Tighina) : 600 700
  - Moldaves : 40 %
  - Ukrainiens : 28 %
  - Russes : 24 %
  - Autres : 8 %

###### Recensement de 2004
- Population totale (sans Tighina) : estimée à 425 000 – 477 000
- Population totale (avec Tighina) : 555 500
  - Moldaves : 31,9 %
  - Russes : 30,3 %
  - Ukrainiens : 28,8 %

## Sources
- « La guerre de Transnistrie en images »(Archive.org • Wikiwix • Archive.is • Google • Que faire ?)
- (en) Profil de la Transnistrie, BBC News.
- (en) Conseil de l'Europe Conflits larvés

### Côté moldave
- (en) News from Moldova, Moldova Azi.
- (en) Interlic News Agency
- (en) BASA-press News Agency

### Côté officiel de Transnistrie
- (en) Olvia-Press : The information agency of Transnistria
- (en) Constitutional Court of the Pridnestrovskaia Moldavskaia Respublika
- (en) MRT Presidential website
- (en) Transdniestria.com

### Côté roumain
- Viorel Dolha All about Transnistria

### Côté russe
- (en) Large-scale and gross violations of human rights and the situation in the zone of armed conflict in and around the city of Bendery (June-July, 1992) - report by Human Rights and Humanitarian Society Memorial.